# كياثون أنيق
كياثون أنيق (الاسم العلمي: Cyathea elegans) هو نوع غير مؤكد من النباتات يتبع جنس الكياثون من الفصيلة الكياثونية.